# Segantinihütte
Die Segantinihütte, auch Chamanna Segantini, ist eine Berghütte der Gemeinde Pontresina. Sie liegt oberhalb von Pontresina im Oberengadin im schweizerischen Kanton Graubünden. Benannt ist sie nach dem Maler Giovanni Segantini, der im September 1899 dort verstarb.
Die Hütte liegt auf dem Schafberg (Munt da la Bês-cha) auf einer Höhe von 2731 m. Sie ist am leichtesten in knapp zwei Stunden vom Muottas Muragl aus erreichbar, der kürzeste Weg ist der direkte Aufstieg von Pontresina aus (etwa zweieinhalb Stunden).
Wann und von wem die Hütte erbaut wurde, ist nicht bekannt. In der Ausgabe 1891 des Baedeker-Reiseführers für die Schweiz ist bereits «eine Hütte mit Erfrischungen» auf dem Gipfel des Schafbergs erwähnt. Im Baedeker von 1905 wird die Hütte als «oberes Schafberg-Restaurant» bezeichnet «wo eine Tafel an den 1899 hier verstorbenen Maler Segantini erinnert». Segantinis Biograph Hans Zbinden schreibt dagegen 1964: Segantini «hauste in einem Schafstall, in dessen enger Kammer unter dem Dach er sich ein rohes Lager gemacht hatte». Segantini malte bei der Hütte sein berühmt gewordenes Alpentriptychon.
Im Sommer 2009 wurde die Hütte vergrössert. Auf der Bergseite wurde ein Lagerraum mit drei Räumen angebaut, in dem Lebensmittel gelagert werden können. Eine Solaranlage auf dem Dach dient vor allem zum Betrieb der Kühlschränke.

## Galerie

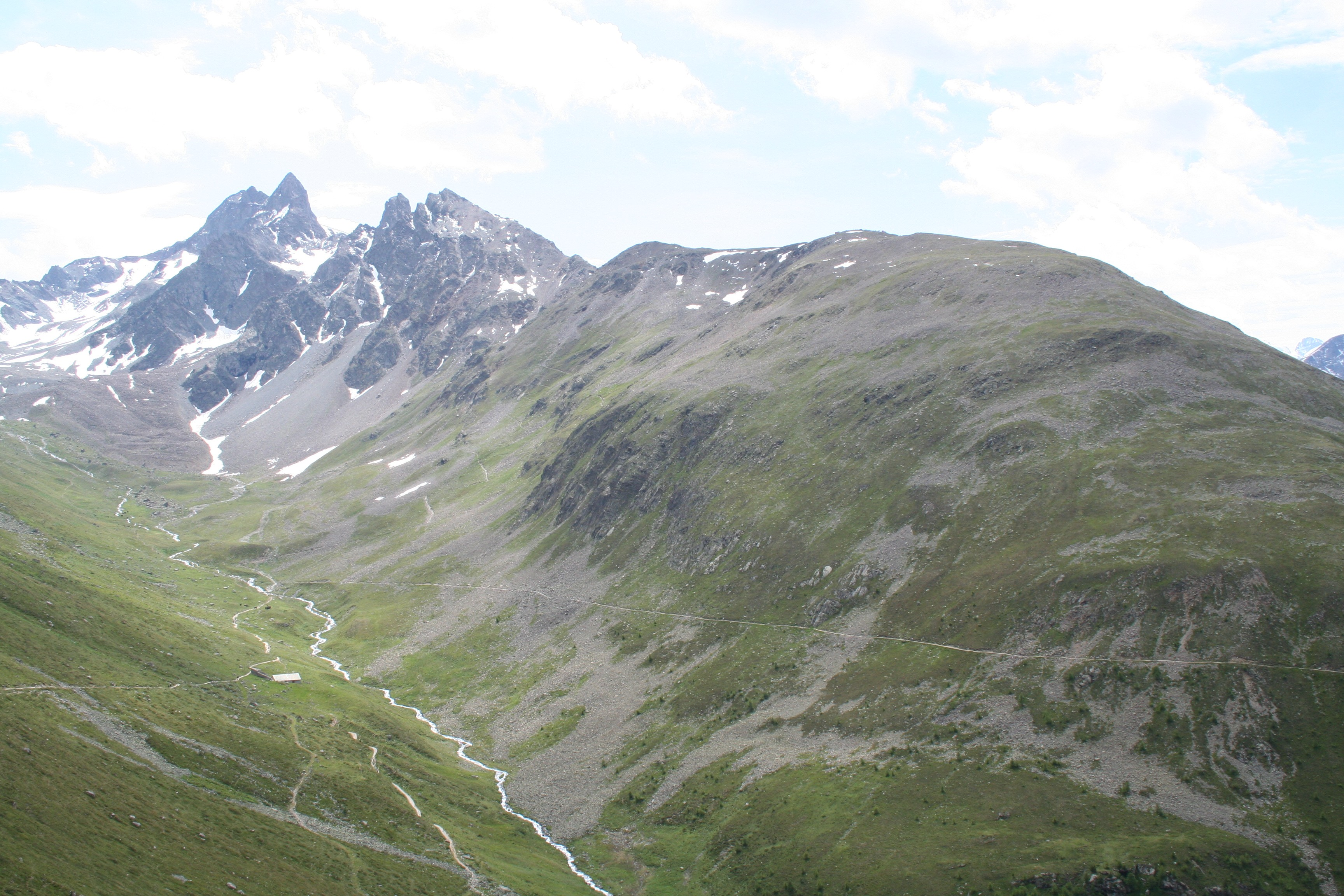
-Segantinihütte- rechts oben auf der Kuppe, Bild von Muottas Muragl aufgenommen
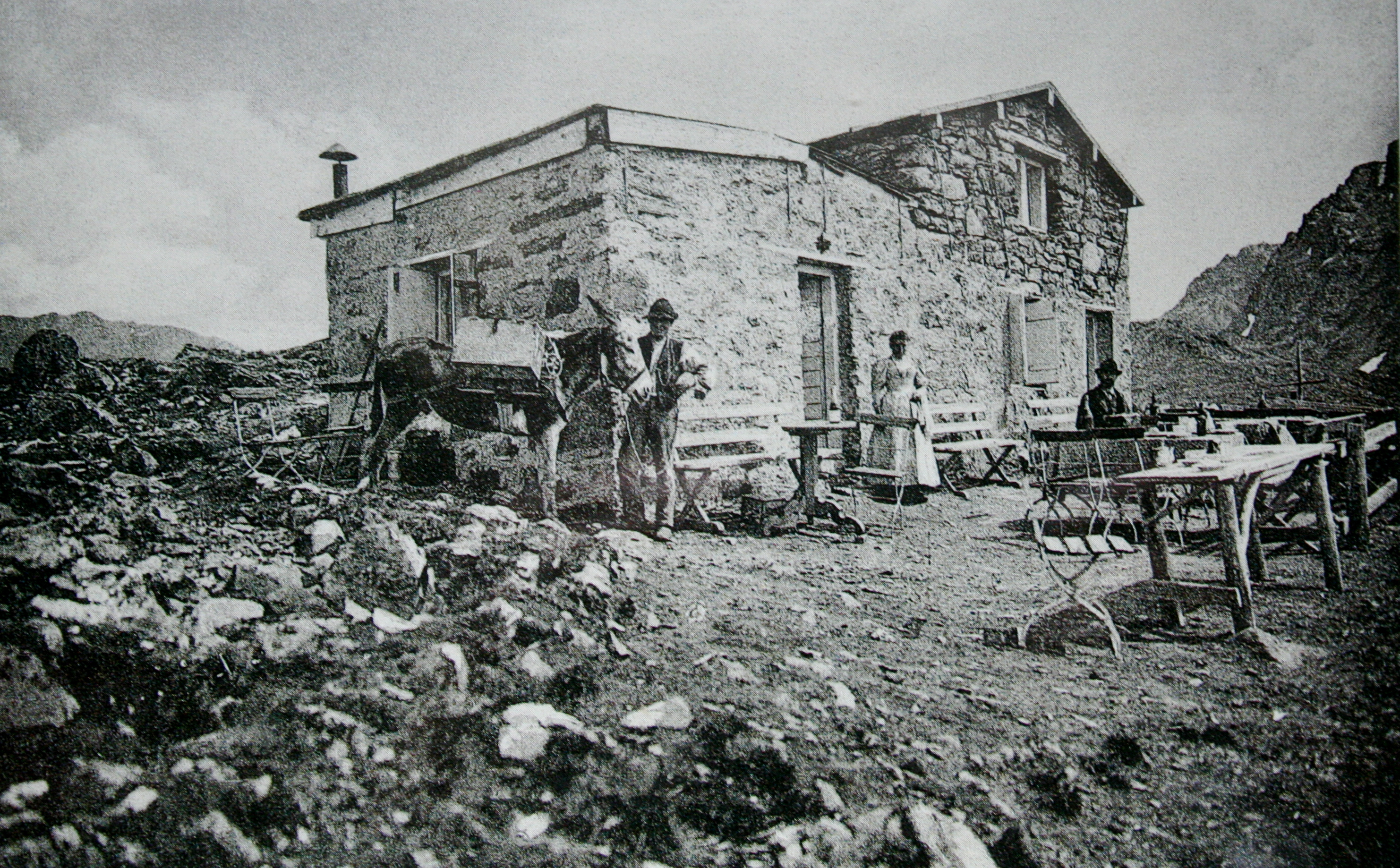
Postkarte um 1900
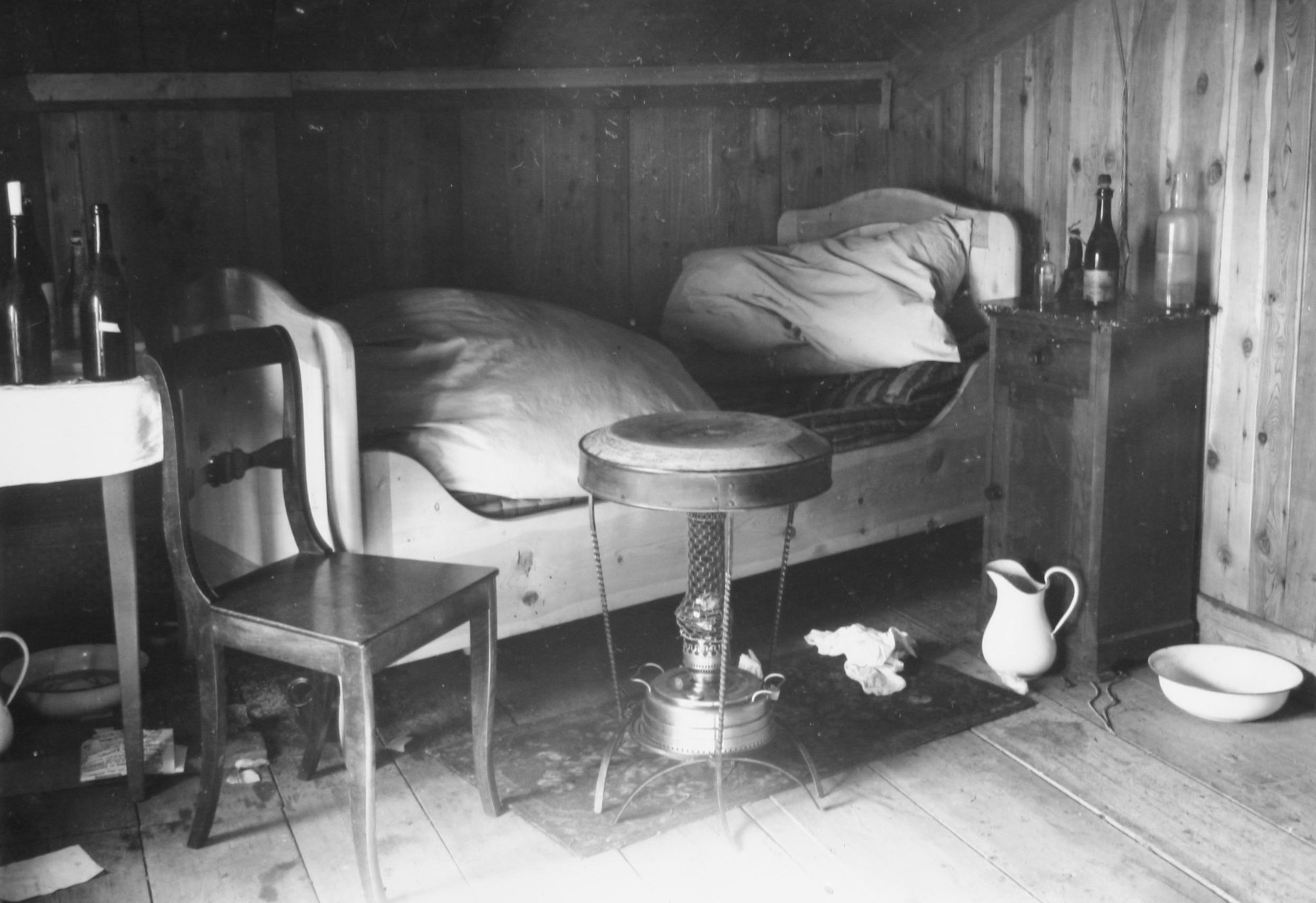
Sterbezimmer in der Segantinihütte (undatiertes Foto)
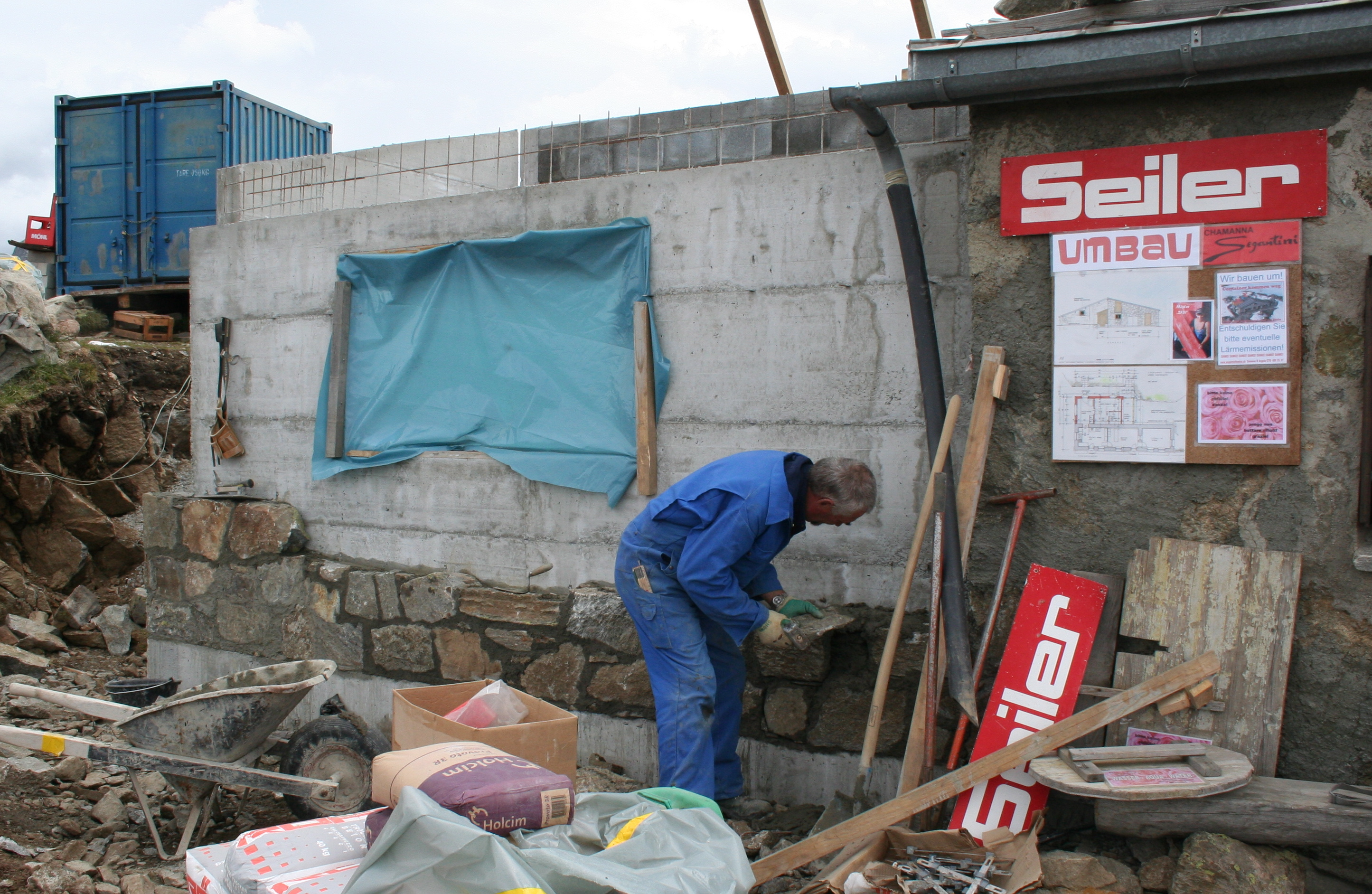
Bau der Erweiterung 2009
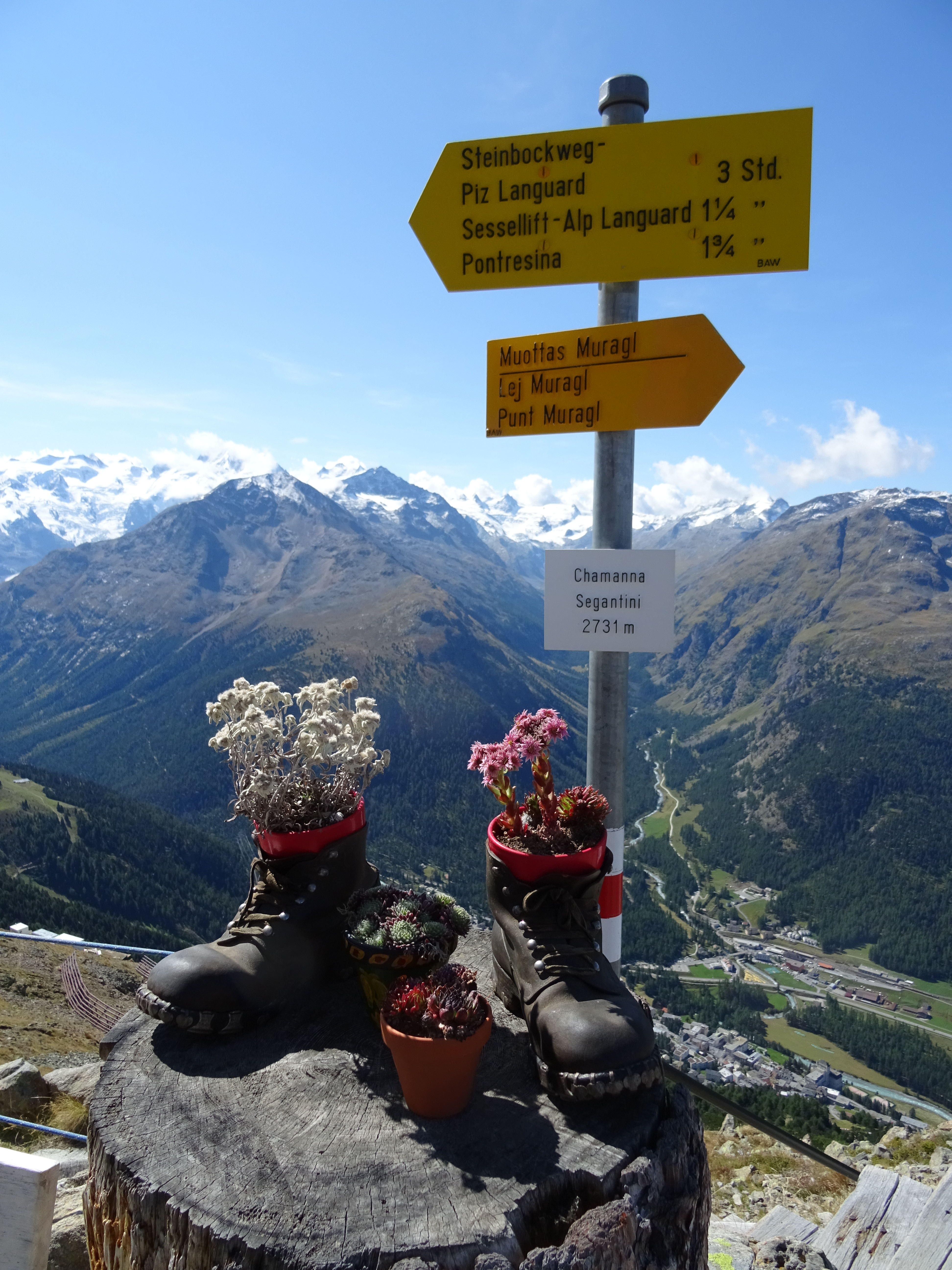
Wegweiser bei der Segantinihütte
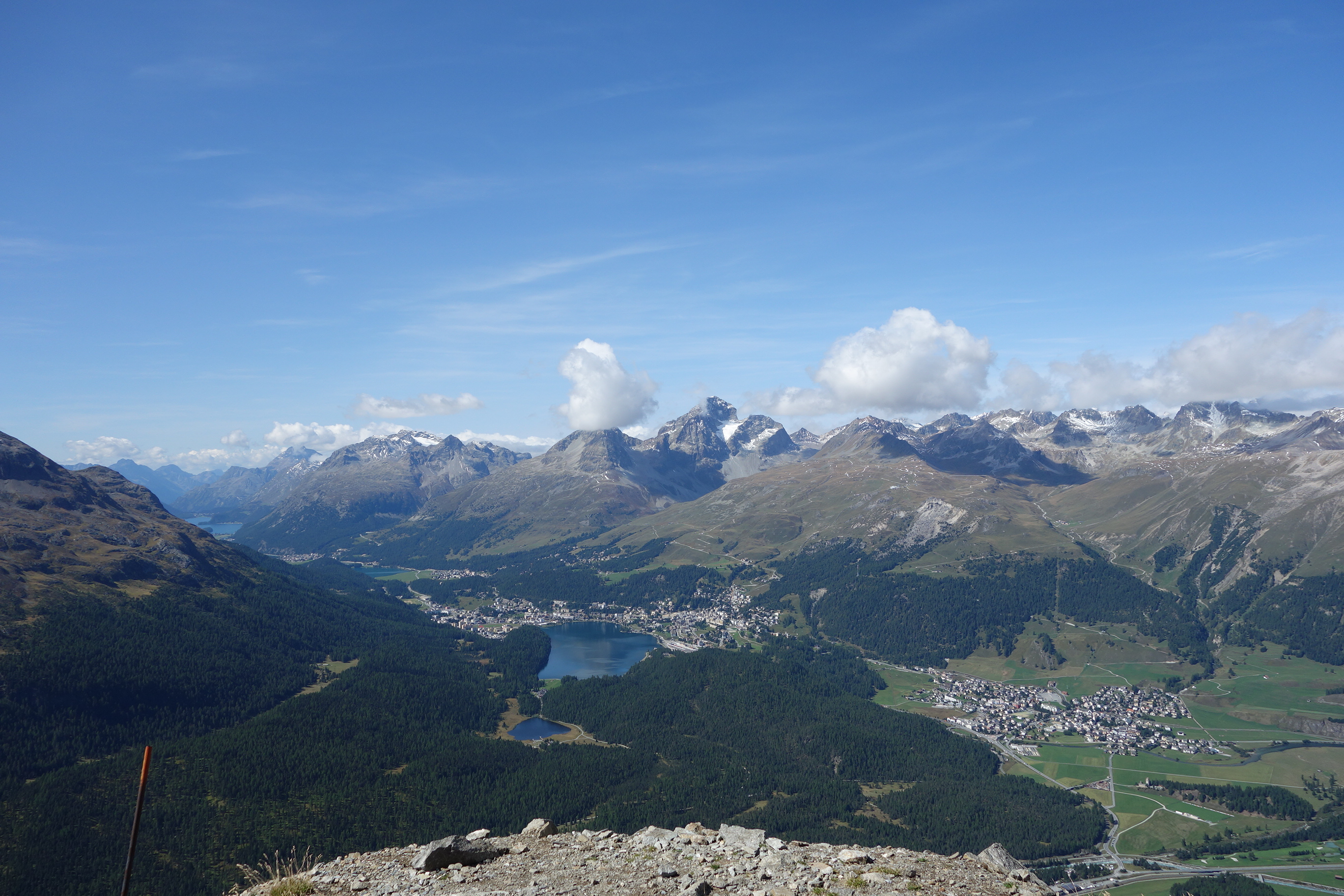
Aussicht aufs Oberengadin
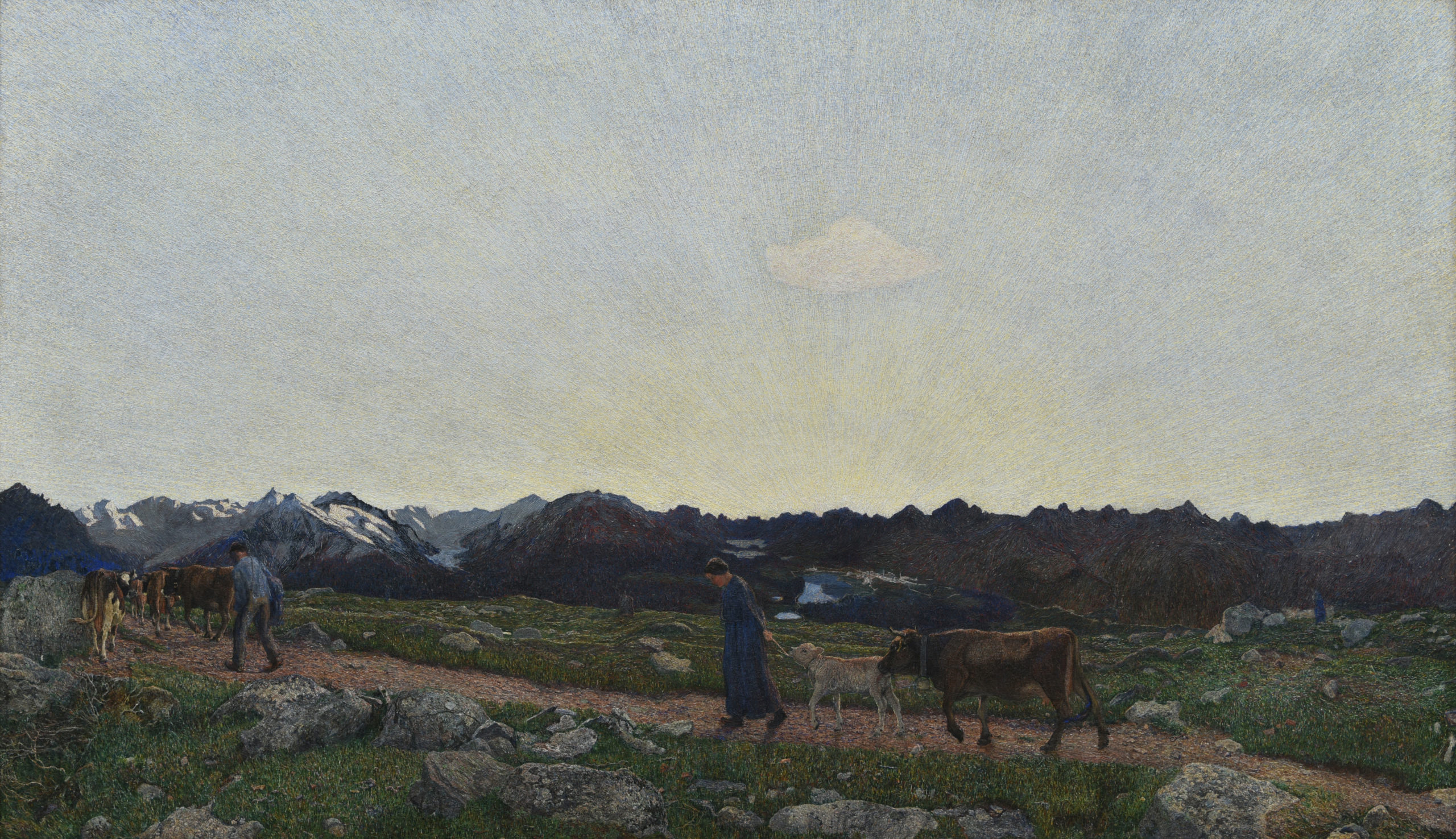
Giovanni Segantini: Alpentriptychon – La natura. Entstand auf dem Schafberg bei der Segantinihütte